# Halže
Halže (německy Hals) je obec v okrese Tachov v Plzeňském kraji. Leží asi šest kilometrů severozápadně od města Tachov. V obci se nachází 281 popisných čísel a má přibližně 1 100 obyvatel. Leží asi šedesát kilometrů západně od Plzně a dvacet kilometrů jižně od Mariánských Lázní. Obec se nachází v průměrné nadmořské výšce okolo 596 metrů v pohoří Český les. Jihozápadně od obce byla na území bývalé obce Lučina vybudována vodárenská nádrž na pitnou vodu Lučina.

## Historie
První písemná zmínka o vesnici pochází z roku 1479.

## Přírodní poměry
Podél západní hranice vsi vede hranice chráněné krajinné oblasti Český les. Severně od vsi leží přírodní památka Niva Bílého potoka.

## Obyvatelstvo
| Rok            | 1869  | 1880  | 1890  | 1900  | 1910  | 1921  | 1930  | 1950 | 1961 | 1970 | 1980 | 1991 | 2001 | 2011 | 2021 |
| -------------- | ----- | ----- | ----- | ----- | ----- | ----- | ----- | ---- | ---- | ---- | ---- | ---- | ---- | ---- | ---- |
| Počet obyvatel | 2 863 | 2 394 | 2 427 | 2 479 | 2 530 | 2 404 | 2 264 | 636  | 543  | 621  | 674  | 779  | 899  | 916  | 932  |
| Počet domů     | 310   | 340   | 366   | 400   | 410   | 429   | 469   | 402  | 144  | 138  | 142  | 180  | 218  | 239  | 281  |

## Obecní správa

### Části obce
Obec Halže se skládá ze čtyř částí:
- Branka (k. ú. Branka u Tachova a Pavlův Studenec 3)
- Svobodka (i název k. ú.)
- Horní Výšina (k. ú. Výšina)
- Halže (i název k. ú.)

Od roku 1960 do 3. ledna 1994 patřil k obci také Žďár, od 1. ledna 1980 do 31. prosince 1989 Milíře a Zadní Milíře, Od 1. ledna 1980 do 23. listopadu 1990 Obora, od 1. ledna 1980 do 31. prosince 1991 Ctiboř a od 1. ledna 1980 do 31. prosince 1995 také Březí.

### Obecní symboly
Znak a vlajka byly obci uděleny rozhodnutím předsedy Poslanecké sněmovny Parlamentu České republiky dne 4. června 1998.

## Pamětihodnosti
- pozdně barokní kostel svatého Jana a Pavla z let 1799–1801, empírová věž přistavěna roku 1855
- kaple svatého Jana Nepomuckého z roku 1855

## Osobnosti
- David Kratochvíl (* 2007), paralympijský plavec, mistr světa na trati 400 m volný způsob (2023), paralympijský medailista (zlato, stříbro a bronz 2024)

## Galerie

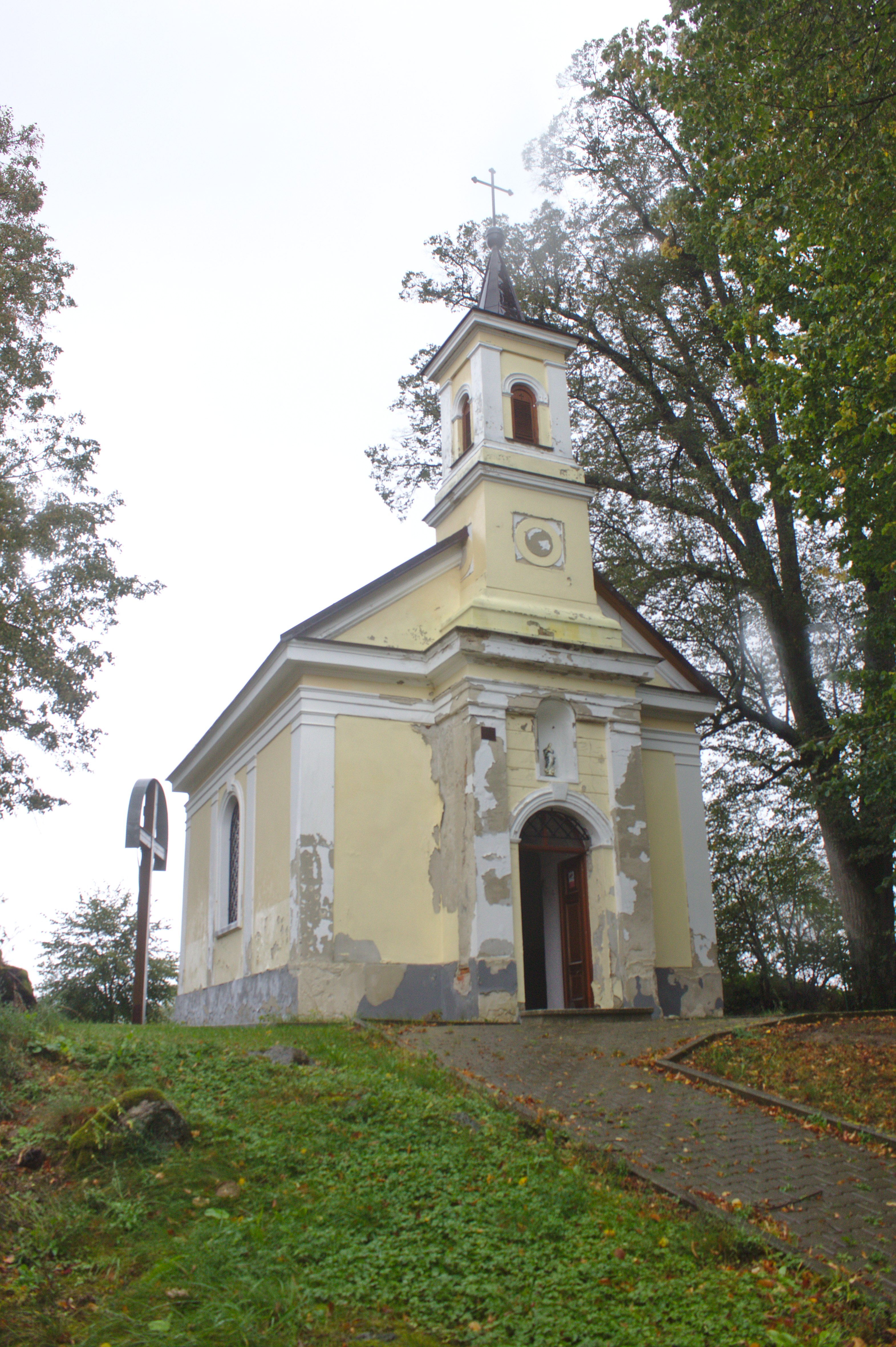
Kaple svatého Jana Nepomuckého
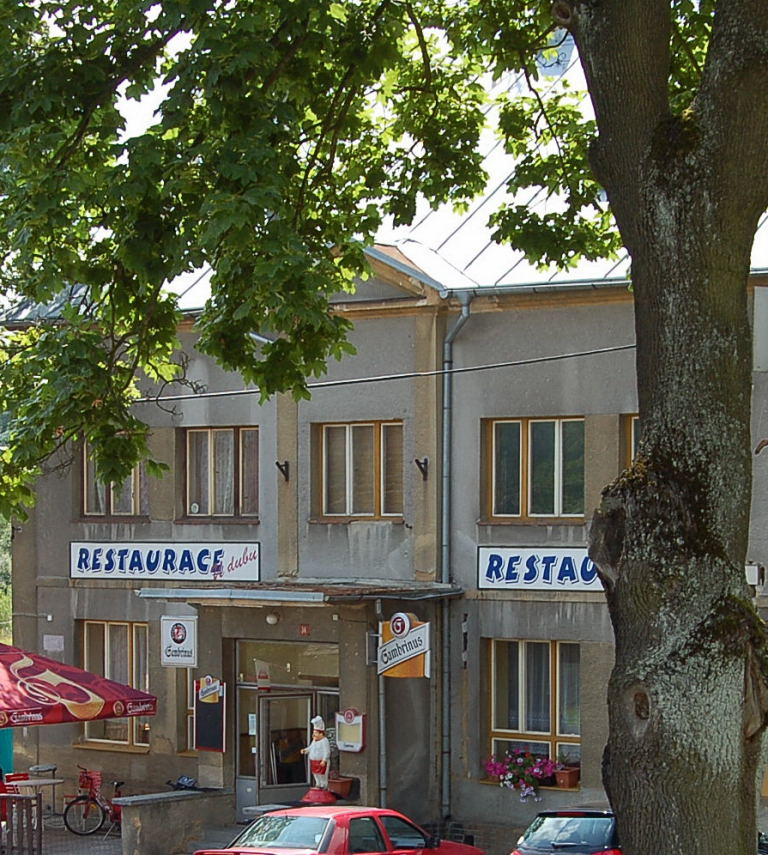
Restaurace
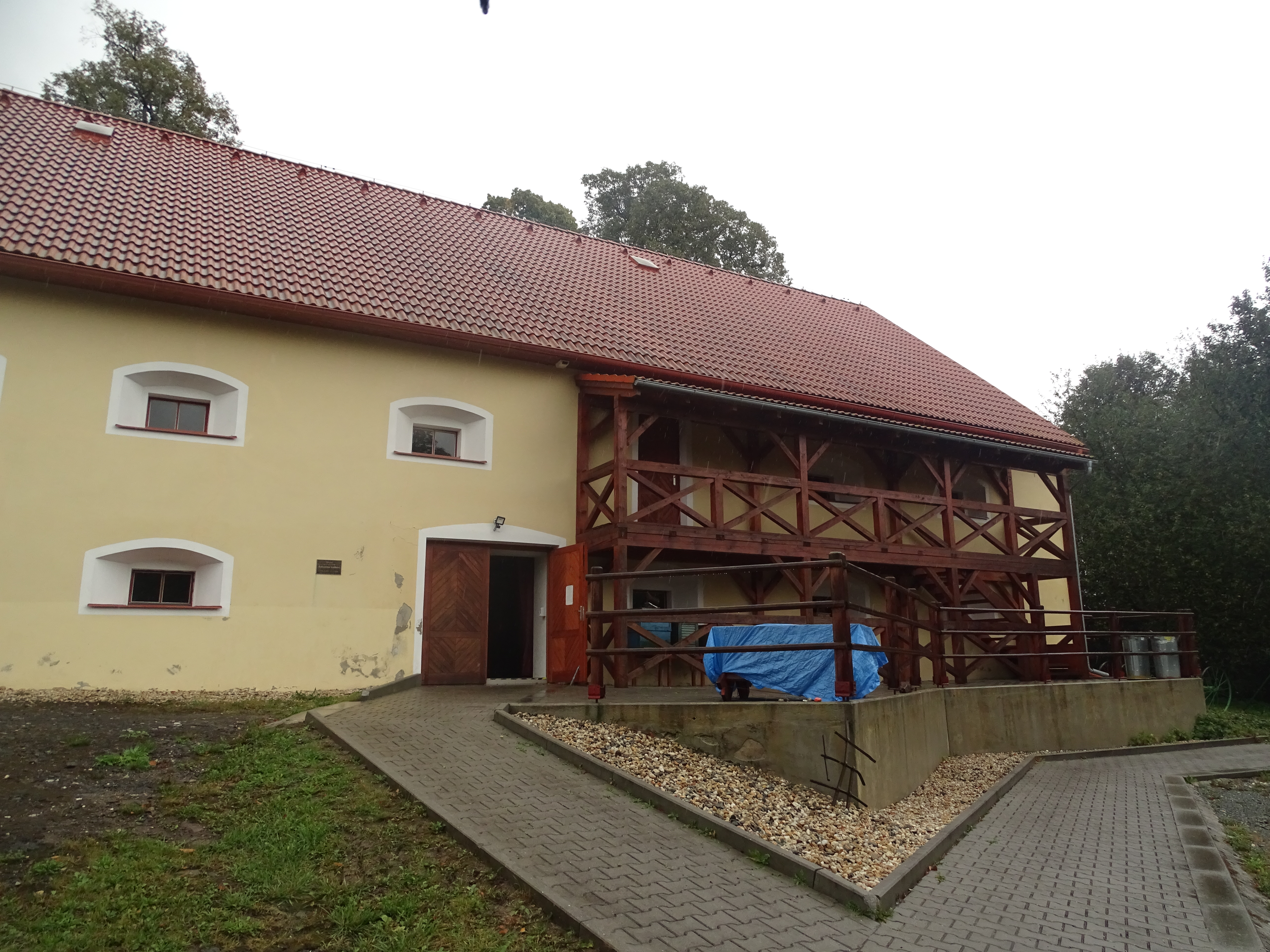
Vesnické muzeum
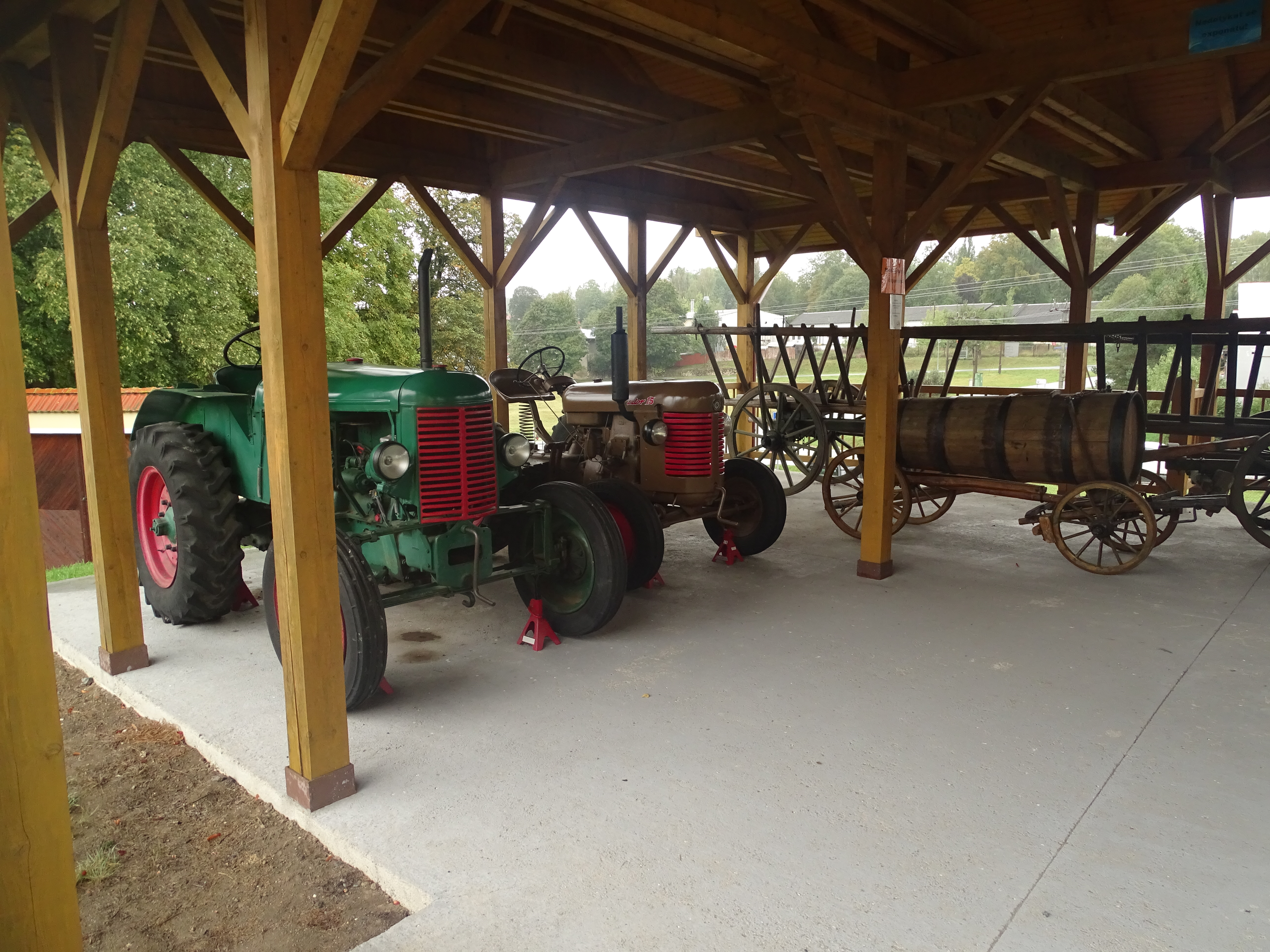
Venkovní expozice muzea